# 凯瑟琳·麦克劳德
凯瑟琳·麦克劳德（英語：Kathleen MacLeod，1986年10月23日—），澳大利亚女子篮球运动员，司职后卫。她曾代表澳大利亚国家队参加2012年夏季奥林匹克运动会女子篮球比赛，获得一枚铜牌。